# Widsith
Widsith ist eine bedeutende Dichtung von 144 Zeilen in altenglischer Sprache. Sie ist nur im Exeter Book überliefert, das im 10. Jahrhundert zusammengestellt wurde. Die Datierung der Dichtung selbst ist Gegenstand der Diskussion und variiert je nach Standpunkt zwischen dem 6. und 9. Jahrhundert.
Von der heutigen Literaturwissenschaft wird Widsith als das bedeutendste Gedicht angesehen, das an die Merkversdichtung anknüpft. Zugleich gilt es als Preislied, da es das Lob der königlichen Ringspender (Sponsoren) singt und zugleich die Dichter und Sänger, die Skopen, preist. Zum Großteil besteht das Werk aus einer Übersicht über die Menschen, Könige und Völker des Heroischen Zeitalters. Mit Ausnahme der Einleitung, des Schlusses und einzelner eingestreuter Kommentare ist das Gedicht in drei 'Kataloge' eingeteilt, auf Altenglisch þulas (Altnordisch þula, vergleiche z. B. Rígsþula). Das erste þula, der Königskatalog, bietet eine Liste der verschiedenen Könige dieser Zeit. Dies geschieht nach dem Muster '(Königsname) herrschte über (Stammesname)'. Das zweite þula, der Völkerkatalog, bringt die Namen der Stämme, die der Erzähler vorgeblich besucht hat. Dies geschieht nach dem Muster 'Bei den (Stammesname) war ich, und bei den (anderer Stammesname).' Im dritten und abschließenden þula, dem Heldenkatalog, erfahren wir die Namen der nordischen Helden, die er vorgeblich aufgesucht hat. Dies geschieht nach dem Muster '(Heldenname) habe ich aufgesucht und (Heldenname) und (Heldenname).' Das könnte monoton wirken, würde es nicht immer wieder dadurch unterbrochen, dass der Dichter Details anfügt, die ihm zu einem Namen wichtig oder bemerkenswert erscheinen. Die Qualität des Dichters, der dies als eine Form der mündlich tradierten Geschichte sieht, wobei nicht Ort oder Zeit die Namen verbinden, sondern der Stabreim, zeigt sich vor allem am Schluss der Dichtung, welcher das Wanderleben der Hofsänger preist, die zufrieden mit ihrem Schicksal und stolz auf ihre Künste sind.
Dieses Gedicht ist das erste, das die Wikinger beim Namen nennt (in den Zeilen 47, 59 und 80).
| Zeilen 45–49:                            |                                                           |
| Hroþwulf ond Hroðgar heoldon lengest     | Hrothwulf und Hrothgar hielten den längsten               |
| sibbe ætsomne suhtorfædran,              | Frieden miteinander, Onkel und Neffe,                     |
| siþþan hy forwræcon wicinga cynn         | seit sie die Wikinger-Sippe zurückgeworfen hatten         |
| ond Ingeldes ord forbigdan,              | und Ingeld sich vor der Speerspitze hatten beugen lassen, |
| forheowan aet Heorote Heaðobeardna þrym. | geschlagen bei Heorot der Heathobearner Macht.            |

Wer die „Heathobearner“ waren, die hier den Wikingern gleichgestellt sind, ist viel diskutiert worden. Diese Geschichte ist sowohl im Beowulf als auch von Saxo Grammaticus und in der Saga über Rolf Krake überliefert und war ein Leitmotiv in der dänischen Heldendichtung. Dabei werden die „Heathobearner“ nur noch im Beowulf genannt, ansonsten sind sie unbekannt.